# Ranchettes
Ranchettes è un census-designated place degli Stati Uniti d'America, situato nella Contea di Laramie nello stato del Wyoming. Nel censimento del 2010 la popolazione era di 5.798 abitanti. Appartiene all'area metropolitana di Cheyenne.

## Geografia fisica
Secondo i rilevamenti dell'United States Census Bureau, la località di Ranchettes si estende su una superficie di 133,2 km², tutti occupati da terre.

## Popolazione
Secondo il censimento del 2000, a Ranchettes vivevano 4.869 persone, ed erano presenti 1.488 gruppi familiari. La densità di popolazione era di 36,6 ab./km². Nel territorio comunale si trovavano 1.812 unità edificate. Per quanto riguarda la composizione etnica degli abitanti, il 94,97% era bianco, lo 0,88% era afroamericano, lo 0,86% era nativo, lo 0,92% proveniva dall'Asia, lo 0,02% dall'Oceano Pacifico, l'1,40% apparteneva ad altre razze e lo 0,94% a due o più. La popolazione di ogni razza ispanica corrispondeva al 4,79% degli abitanti.
Per quanto riguarda la suddivisione della popolazione in fasce d'età, il 25,3% era al di sotto dei 18, il 6,6% fra i 18 e i 24, il 23,5% fra i 25 e i 44, il 35,9% fra i 45 e i 64, mentre infine l'8,7% era al di sopra dei 65 anni di età. L'età media della popolazione era di 42 anni. Per ogni 100 donne residenti vivevano 98,4 uomini.